# Étang (Gewässer)
Ein Étang ist eine stehende Wasserfläche, die wenig tief ist und eine verhältnismäßig kleine Oberfläche (einige zehn Hektar) besitzt. Er entsteht auf wasserundurchlässigen Böden.

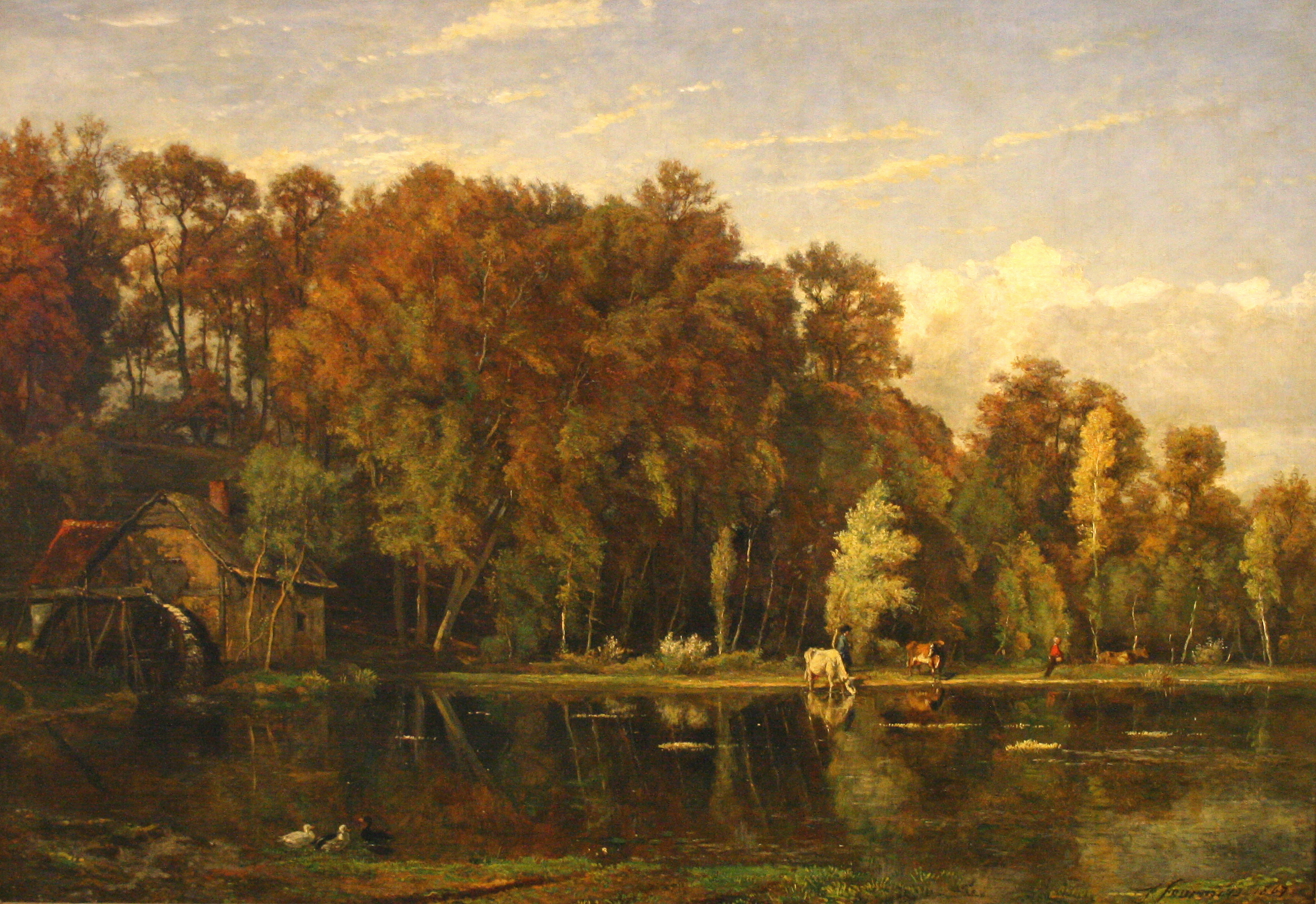
Der Étang, Bild von Théodore Fourmois, gemalt 1867

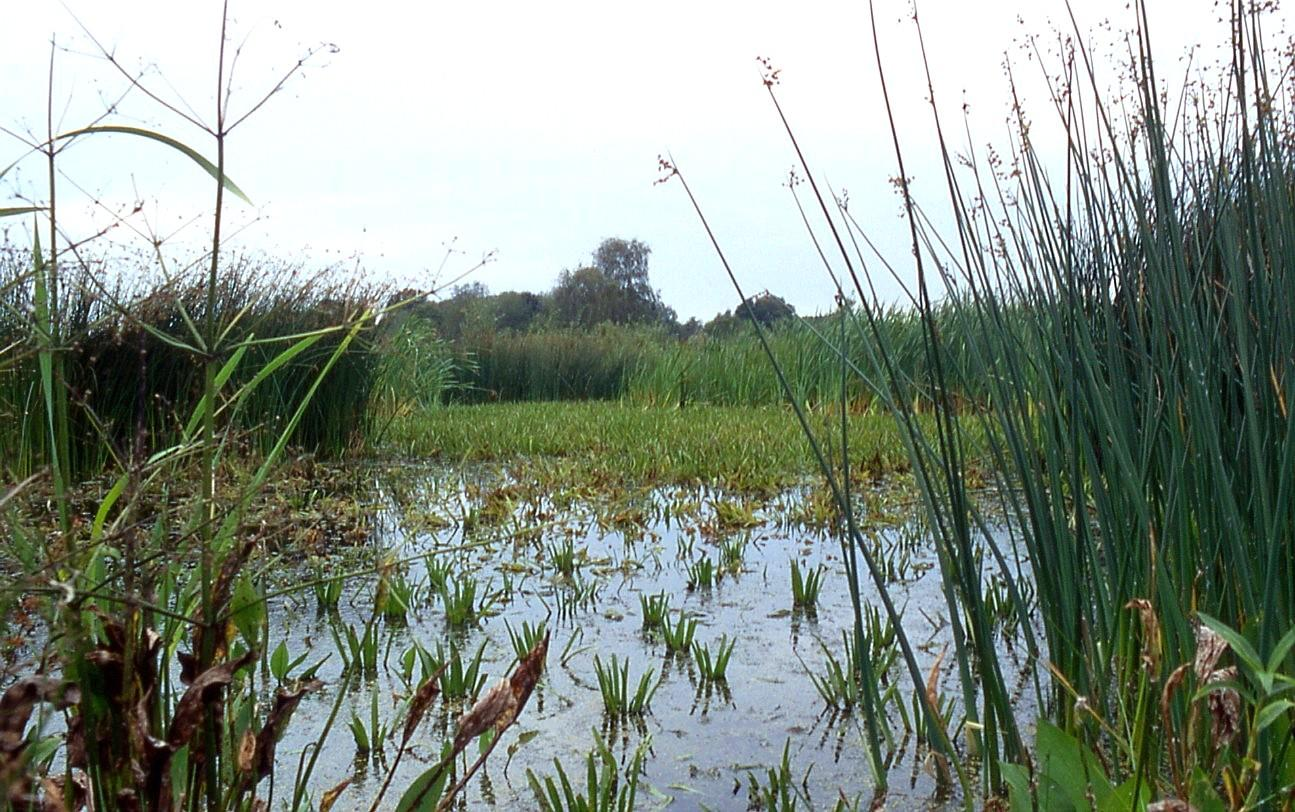
Weiher in Norddeutschland; in diesem Beispiel wird die Wasserverdunstung vermindert durch die Verkleinerung der freien Oberfläche, teilweise wird dies ausgeglichen durch die Evapotranspiration, also die Verdunstung durch Pflanzen.

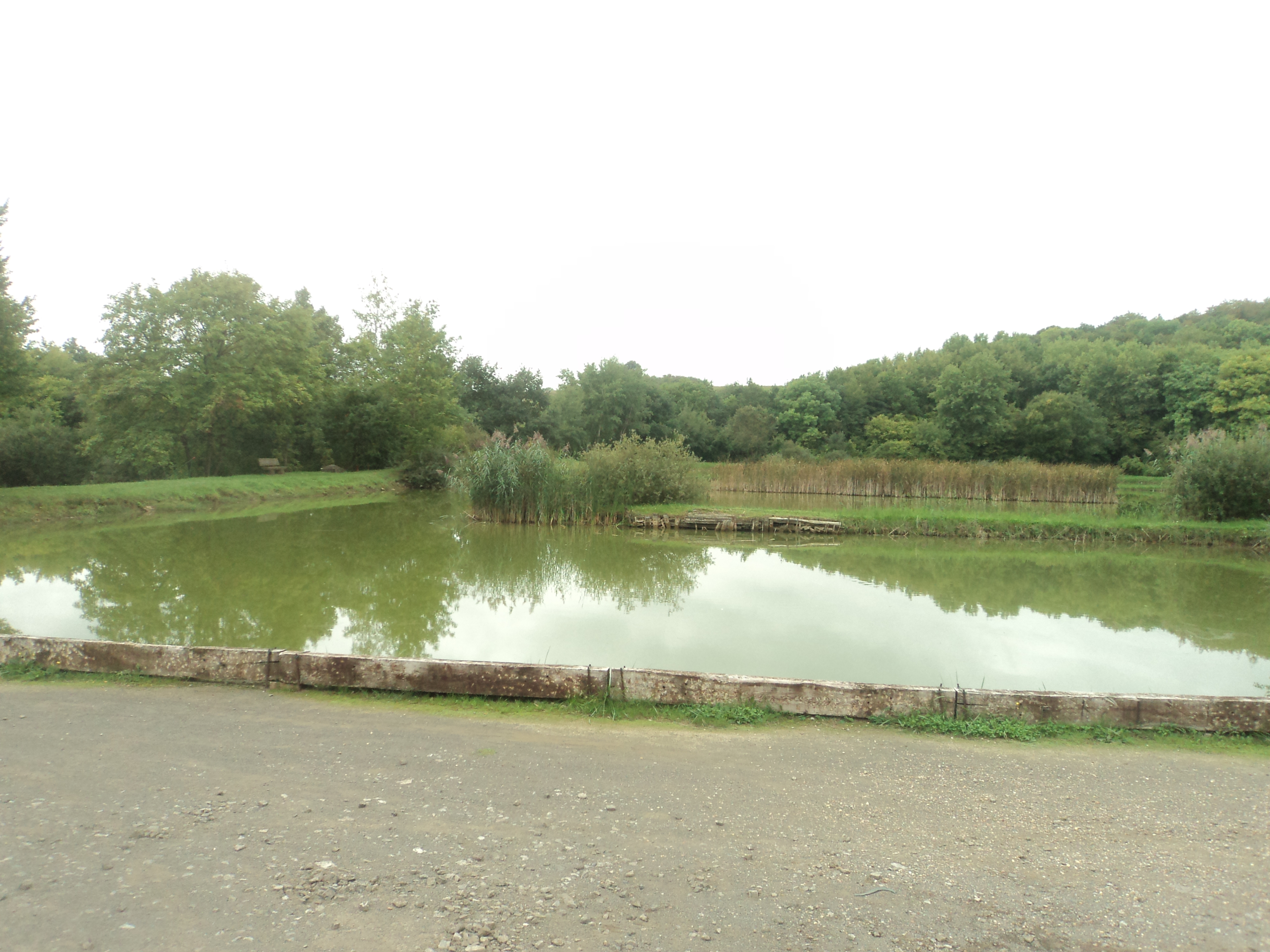
Gemeindeweiher in Tucquegnieux (Meurthe-et-Moselle), der offensichtlich künstlich angelegt wurde, mit wenig natürlichen Uferböschungen und der vorwiegend dem Freizeitvergnügen, insbesondere dem Angeln dient

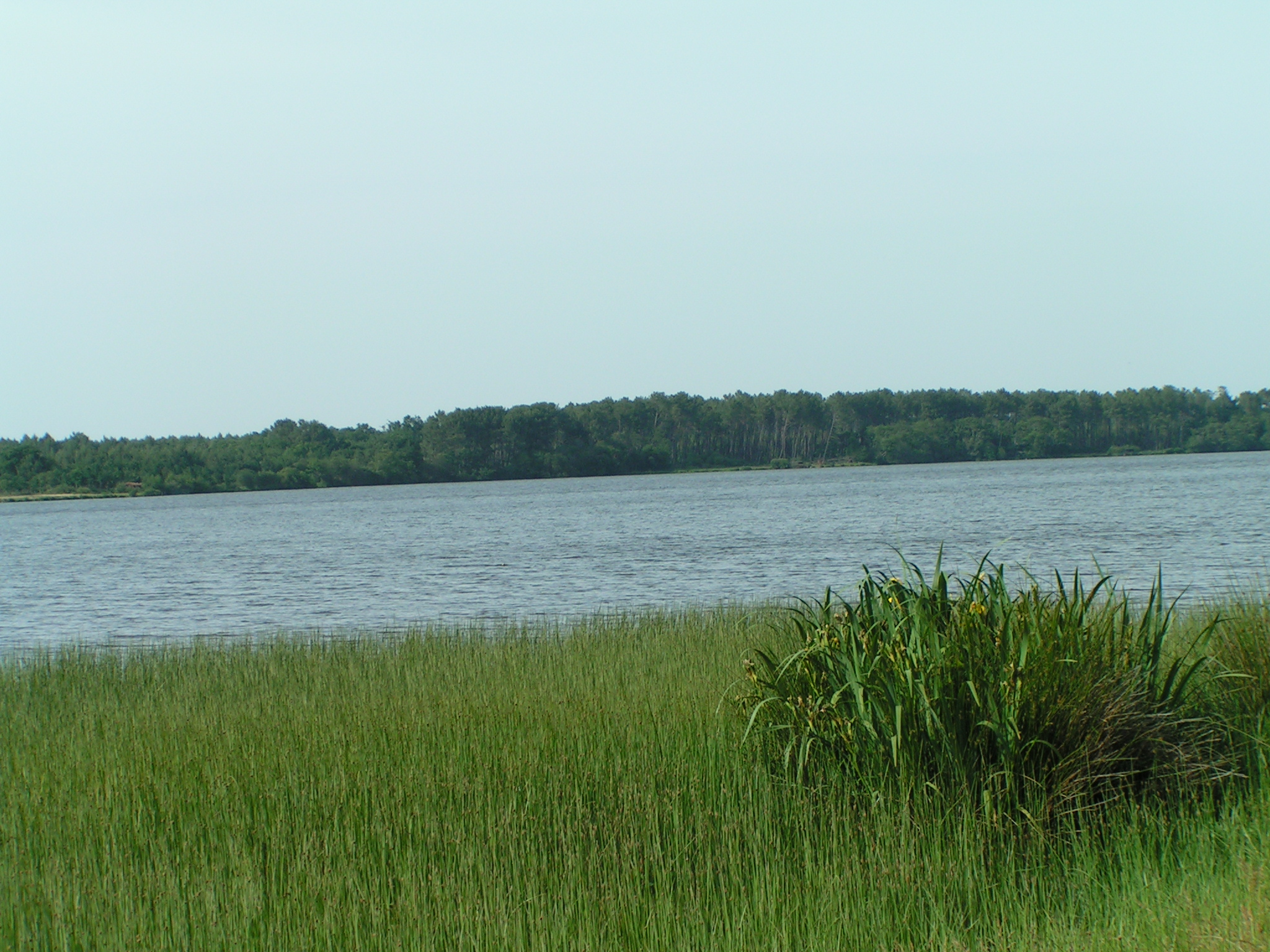
Étang von Aureilhan (Landes)

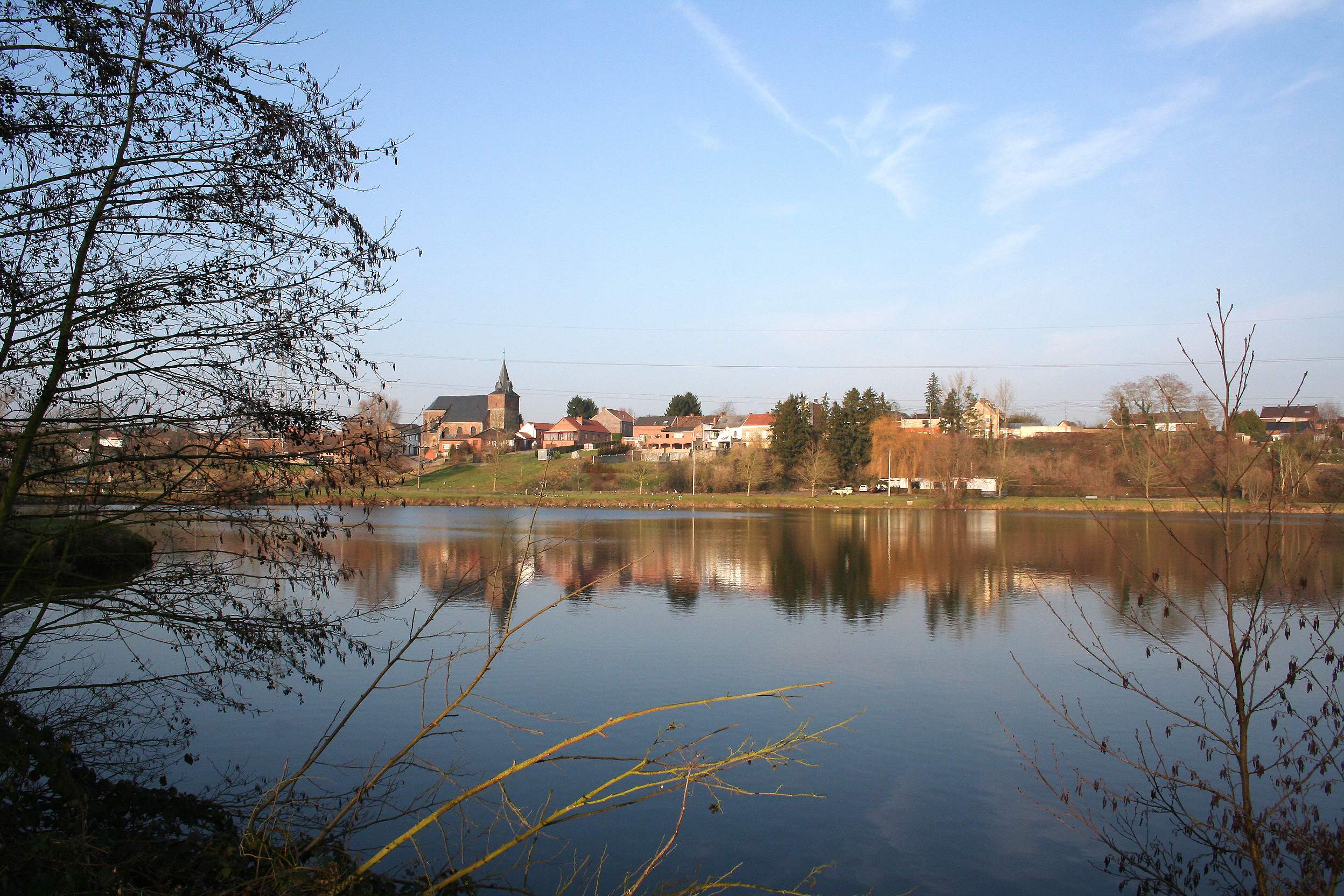
Baggersee in der Provinz Hennegau, Belgien

## Definition
Es bestehen verschiedene Definitionen für einen Étang, am nächsten kommt sicher der Begriff Teich. Es handelt sich beim Étang um eine Wasserfläche natürlichen oder menschlichen Ursprungs innerhalb des Festlandes. Er ist perennierend, führt also ganzjährig Wasser und ist mit dem natürlichen Wassersystem verbunden, kann aber für die Bewirtschaftung trockengelegt werden. Die Größe liegt unterhalb der eines Sees, ist aber größer als ein Weiher oder Tümpel.
Besonders in Frankreich bestehen auch die Begriffe étangs de pêche und étang de chasse (Fisch- und Jagdweiher).

## Etymologie
Der Begriff des Étang stammt aus dem Französisch und geht zurück ins 12. Jahrhundert. Estanc hatte die Bedeutung einer Wasserfläche mit Uferböschungen, die das Auslaufen verhindern. Die Trennung zwischen mare und étang war nicht immer eindeutig, die Begriffe wurden teilweise synonym verwendet.

## Bildung und Entwicklung des Étangs
Die Mehrzahl der Étangs sind menschlichen Ursprungs, sei es als Folge eines Damms oder Wehrs in einem Fließgewässer, sei es durch das Abtiefen eines Feuchtgebietes mit einem natürlichen Wasserzufluss (Regen, Quelle), oder durch das Graben bis zum Erreichen des Grundwasserspiegels. In Europa geht die Entstehung zahlreicher Étangs auf die Errichtung von Dämmen und Wehren zurück, die im Mittelalter sehr oft durch Klöster ausgeführt oder geleitet wurden. Die Étangs dienten oft als Wasserreserven und vor allem als Fischteiche für eine ausgeprägte Teichwirtschaft.
Der Bau eines Étangs erfordert einen Wasserzufluss und einen wasserundurchlässigen Boden, oder eine Verbindung zum Grundwasser. Der Zufluss kann aus einem Kanal bestehen, der Wasser aus einem natürlichen Wasserlauf zuführt. Oft wird ein solcher Wasserlauf, wie beispielsweise ein Bach, dazu benutzt, um eine ganze Kette von Étangs zu bilden, von denen sich einer in den anderen ergießt. Die Wehre bestehen in der Regel aus Erdhaufen, Kies und Lehm, seltener aus einer Mauer.
Wenn der Étang von Bäumen umgeben ist, oder sich in einer Erosionszone befindet, ist ein regelmäßiger Unterhalt unabdingbar, um die Verschlammung zu verhindern. Um einen erhöhten Nährstoffeintrag zu korrigieren, müssen die Wasserpflanzen und das Röhricht, aber auch die benachbarten Bäume zurückgeschnitten werden. Bisamratten können Schäden anrichten durch Löcher, die sie in Wehre und Böschungen graben.
Das Leeren des Étangs erfolgt mittels Pumpen, Heber oder Spundlöcher, mit oder ohne Mönche. Der oberste Teil des Wehrs ist oft gemauert und mit einem Gitter versehen, so dass bei Hochwasser das Wasser überlaufen kann, ohne das Wehr zu zerstören oder gar wegzuschwemmen.

## Teichspunde und Mönche
Ein Teichspund kann ein natürlicher Wasserauslass sein, mit oder ohne Schieber oder Mönch, mit oder ohne Heber.
Ein Mönch ist eine Art Brunnen, entweder aus Beton, der an Ort gegossen wird, oder aus vorgefertigten Bauelementen. Die einfachsten besitzen eine Seite aus Brettern, die in Nuten in den Seitenwänden eingeschoben werden. Die Höhe des obersten Brettes definiert gleichzeitig den höchsten Wasserstand und dient als Überlauf bei Hochwasser. Teilweise werden Mönche mit zwei Bretterschichten ausgeführt, dazwischen befindet sich ein Filter, der ebenfalls regelmäßig gereinigt werden muss. Im unteren Teil des Mönchs befindet sich ein Rohr (Teichspund), das durch den Staudamm ins Étangbecken führt.
Oft werden die Mönche auch in der Höhe unterteilt und mit Rohren oder Heber versehen, wodurch es möglich ist, den Étang schichtweise zu leeren. Da das kälteste Wasser in Bodennähe, das wärmste zuoberst liegt, kann durch Entleeren einer geeigneten Schicht eine Temperaturregelung des Wassers im Étang vorgenommen werden.

## Geschichte
Ursprünglich wurden die Étangs vor allem für die Fischzucht angelegt. Da die Kirche den Mönchen und Nonnen rund zweihundert Fastentage pro Jahr vorschrieb, bestand ein großer Bedarf an Fischen, die als Nahrungsmittel erlaubt waren. Aus diesem Grund wurde die Fischzucht von den Klöstern in besonderem Maße gefördert. In sumpfigen Gegenden (wie beispielsweise in der Bresse) war der Bau von Étangs eine Möglichkeit der Entwässerung der Kulturflächen. Gleichzeitig war es dank der Étangs möglich, das Brachjahr in der Dreifelderwirtschaft zu überbrücken.
Für den Betrieb der Mühlen wurden die Étangs mit den zugehörigen Wasserläufen (canal, ruisseau, bief) für den Antrieb der Mühlenräder benutzt. Durch diese Wasserreserven konnten die Wassermassen gezielt erhöht werden.
Mit der Erfindung der Dampfmaschine hat der Étang seine Wichtigkeit zwar etwas eingebüßt, nur wenige Mühlen oder Sägereien nutzen noch ein Mühlenrad – und dies auch nur in Notfällen wie Stromausfall u. ä. Der Étang wird heute vorwiegend als Freizeitmöglichkeit genutzt, für das Angeln, die Jagd auf Wasservögel oder weiterhin für die Fischzucht.

## Physikalische Besonderheiten
Entgegen weit verbreiteten Ansichten haben limnologische Studien gezeigt, dass zeitweise recht starke thermische Strömungen in Weihern stattfinden, die mehr als 2 Meter tief sind.
Der Étang, wie Wasserflächen im Allgemeinen (deutsch: See, Weiher, Tümpel – französisch: Lac, Étang, Mare), bildet ein sehr empfindliches Ökosystem, das unmittelbar auf Umweltverschmutzungen aller Art reagiert. Flora und Fauna beinhalten mannigfaltige Arten, die auf eine Bewirtschaftung (Füllen – Nutzen – Trockenlegen) angewiesen sind und etliche dieser Arten sind heute geschützt. Von Seiten der Naturschutzverbände sowie auch von staatlichen Stellen wird heute in Frankreich ein großes Augenmerk auf den Erhalt und die Pflege der Étangs gelegt.

## Wasserbilanz
Die Wasserbilanz eines Étangs ergibt sich grundsätzlich durch Subtraktion von Abfluss und Verdunstung von Niederschlag und Zufluss. Aufgrund der Tatsache, dass die Étangs einen starken Pflanzenbewuchs aufweisen, der zu einer weiteren, schwierig messbaren Verdunstung führt, ist das Erstellen einer Wasserbilanz für einen Étang ungleich schwieriger als für ein Bassin, ein Reservoir oder ein Rückhaltebecken.
1. Der Wasserverlust besteht nicht nur aus dem Abfluss,[5] sondern auch aus dem Überlauf sowie aus der Versickerung im Lehmboden und den Böschungen (Darcy-Gesetz), nicht zuletzt aber auch aus Verdunstung[6] und Evapotranspiration.[7][8] wegen Pflanzen in und am Ufer des Étangs, insbesondere auch von Baumwurzeln, die die Böschungen durchdringen.[9] Teilweise muss auch dem Wasserverlust aufgrund von Kälte und Frost Rechnung getragen werden[10]
2. Beim Wasserzufluss sind zu berücksichtigen: Zufluss durch einen oder mehrere Bäche und Kanäle, aber auch Meteorwasser und die Zufuhr aus dem Grundwasser.

Die Terme der Wasserbilanzgleichung ändern sich, abhängig davon, ob die Gewässeroberfläche frei ist oder mehr oder weniger stark bewachsen und diesfalls abhängig von der Pflanzenart (Sumpfpflanzen, Röhricht, Seerosen etc.).

## Umwelt und Ökologie
Neben natürlichen Küstenseen und Lagunen, bildet der Étang ein geographisches Objekt, das hydrografisch und biogeografisch mehr oder weniger künstlich ist, und dessen ökologische Qualität kontrovers diskutiert wird. Insbesondere in Fischerkreisen ist der Nutzen umstritten, da in der Regel den edleren Fischarten (Salmoniden), die in Fließgewässern leben, gegenüber den Fischen in stehenden Gewässern (Karpfen, Hecht) der Vorzug gegeben wird. Aus diesen Kreisen taucht deshalb immer wieder der Wunsch auf, die Étangs zu renaturieren und in Fließgewässer zurückzuverwandeln. Andererseits bilden die Étangs und ihre Uferböschungen willkommene Rückzugsgebiete für Flora und Fauna, die ohne die menschlichen Eingriffe noch weithin vorhanden wären. Wäre der Biber als natürlicher Bewohner nicht ausgerottet worden, wäre zudem eine weitgehend ähnliche Landschaft durch seine Bauten entstanden.
Im Weiteren wurde der Wert des Étangs – viel mehr als derjenige des Teichs oder Tümpels – in Frankreich lange verkannt, außer in gewissen Gegenden, wo noch eine ausgeprägte Fischwirtschaft gepflegt wird (z. B. Dombes, teilweise auch Bresse). Das Inventar der Feuchtgebiete, das die Wasserbehörden zurzeit erstellen, wird größere Zusammenhänge aufzeigen, hinsichtlich Morphometrie, Geomorphologie, Hydrographie, Ökologie, Fischzucht, Physik, Sozioökonomie und Kulturgeschichte. Allein im Limousin wurden 22.792 stehende Wasserflächen (davon rund 16.000 Étangs), die in der Regel seit mehr als tausend Jahren bestehen, erfasst und katalogisiert. Diese Arbeit führt dazu, dass das Limousin die erste Stillwasser-region Frankreichs ist, dabei ist insbesondere das Hoch-Limousin die Gegend Frankreichs, die am dichtesten mit stehenden Gewässern bedeckt ist.
Der Bau eines Étangs und insbesondere seine Form und seine Tiefe wirken sich auf seine Umwelt aus. Es kann sich dabei um eine reine künstliche Umgestaltung handeln oder es können sich ökologisch positive Auswirkungen ergeben. Die Umleitung eines Bachlaufs, die Veränderung der Fließgeschwindigkeiten, der Abfluss in einen vorher kühleren, reineren Bachlauf, sowie auch die Erwärmung des Wassers im Sommer, können tiefgreifende Veränderungen in Fauna und Flora hervorrufen.
In einer großen Zahl von Étangs wurden – absichtlich oder zufällig – Pflanzen, Algen und Bakterien, aber auch Fische, Krebstiere, Schnecken und Muscheln eingesetzt, die allochthon oder gar invasiv sind (Siehe Invasionsbiologie).
Bezüglich der Hydrologie handelt es sich beim Étang um eine einigermaßen konstante Wasserreserve, mit deren Hilfe der Wasserfluss reguliert werden kann, insbesondere durch Zufuhr bei Niedrigwasser oder Dürre, aber auch durch einen Rückhalt bei Hochwasser. Durch die natürliche Versickerung wird in der Regel die Grundwasserschicht geschützt und erhalten. Gefahr besteht eher bei Étangs, die als Freizeitvergnügen genutzt werden, indem sich die Wasserentnahme aus dem natürlichen Wasserhaushalt per Saldo negativ auswirkt (in Florida werden Weiher als Vorratsbecken angelegt und das Wasser dazu benutzt, die Rasenflächen von Golfplätzen zu bewässern).
Neben der Verdunstung ist die Evapotranspiration des Röhrichts oder der Pflanzen auf den Uferböschungen zu berücksichtigen. In heißen Zonen mit starker Besonnung und starken Winden, zusammen mit den Aktivitäten von Plankton ergeben sich Tag-Nacht-Rhythmen, die zu einer Übersalzung führen können. Dies ist beispielsweise in der Camargue der Fall, wie Heurteaux 1969 in komplexen Studien gezeigt hat.
Wie alle Wasserflächen, haben Étangs oder gar Golfweiher aufgrund ihrer Spiegelung eine große Anziehungskraft auf Wasservögel. Forscher der Universität Florida haben untersucht, ob diese Wasserflächen ein Rückzugsgebiet für Wasservögel bilden könnten. Auf 183 Golfweihern (auf 12 Golfplätzen im Südwesten Floridas) wurden während zweier Jahre (Jan.–April 2001 und 2002) 10.474 Vögel und 42 Arten gezählt. Vegetation und Hydrologie der Weiher wurde verglichen, um Zusammenhänge mit der An- oder Abwesenheit einzelner Arten aufzudecken. Die Anzahl Vögel im Verhältnis zur Wasserfläche war erstaunlich tief (weniger als 2 Tiere pro Hektare). Zum Vergleich, allein auf dem Lac du Der, der ebenfalls künstlich angelegt ist, wurden im selben Zeitraum bis zu 68.000 Kraniche gezählt und jährlich werden über 270 Vogelarten beobachtet. Die Forscher haben in der Folge vorgeschlagen, den Wert der Golfweiher zu steigern, durch Veränderungen in Vegetation und Hydrologie, um den Bedürfnissen der Wasservögel entgegenzukommen.
Bei der plötzlichen Entleerung der künstlichen Étangs, insbesondere wenn sie, wie in den Dombes, für die Fischzucht verwendet werden, werden in die tieferen Gewässer mineralische und organische Stoffe abgegeben, die die Wasserqualität verändern. Im Étang selbst werden die zurückgebliebenen Pflanzenreste durch Wind und Regen gereinigt und nach erneuter Befüllung erfolgt eine bessere Wasserreinigung durch die Pflanzen.
Gewisse Étangs weisen Giftstoffe auf, die aus menschlichen Siedlungen, Industrien oder der Landwirtschaft (Kunstdünger, Pestizide) stammen. Fisch- und Jagdweiher weisen oft eine erhebliche Menge Blei auf (Angelblei und Bleischrot), die seit Jahrzehnten auf dem Grund lagert (Bleischrot wurde in Frankreich erst 2005 verboten, in anderen Ländern bis zu 20 Jahre früher). Diese Bleirückstände können Sedimente vergiften und führen zu Bleivergiftungen bei Vögeln, was wiederum zu Fleischvergiftungen führen kann.

## Süßwasserétangs
Die wasserundurchlässigen Böden, zusammen mit schwachen Gefällen charakterisieren Gegenden mit häufigen Étangs, zu denen in Frankreich namentlich die folgenden Regionen gehören:
- die Sologne mit nahezu 3.200 Étangs
- die Dombes
- die Haute-Saône mit dem Plateau des Mille Étangs
- das Pays des Étangs östlich von Château-Salins in Lothringen
- der Regionale Naturpark Brenne im Département Indre, unter dem Schutz der Ramsar-Konvention
- das Limousin
- der Forêt de la Double im Département Dordogne
- die Bresse

Einige der Étangs erreichen Flächen, die sie als Seen einordnen lassen.
Außerhalb Frankreichs bleibt Belgien zu erwähnen, mit den Étangs von Ixelles.

## Salzétangs
Man spricht oft von Salzétangs, bei denen es sich aber tatsächlich um Lagunen handelt (französisch: la lagune oder le lagon), die über ein Tief die meiste Zeit Verbindung mit dem Meer haben. Dafür sind zu erwähnen: Étang de Thau, Étang de Berre, Étang de l’Or und Étang de Bolmon.
Diese Étangs zeichnen sich durch große Schwankungen des Salzgehalts aus, der auf die starke Sonneneinstrahlung und den Wind (→ hohe Verdunstungsrate) sowie den niedrigen Tidenhub im Étang (→ großer Wasserzufluss) zurückzuführen ist. Der Étang de Thau weist einen Tidenhub von wenigen Zentimetern auf, das Mittelmeer bei Sète jedoch 14 cm. Dadurch werden bei jeder Tide zwischen 750.000 und 3.750.000 Kubikmeter Wasser zwischen Mittelmeer und Étang ausgetauscht.

## Fischteiche
Étangs, besonders wenn sie leicht entleerbar und bewirtschaftbar sind, erlauben seit langem eine umfangreiche Fischproduktion. Die Teichwirtschaft hat sich in Europa bereits im Mittelalter entwickelt, insbesondere als Folge der großen Nachfrage durch die Klöster. In China entwickelte sich die Teichwirtschaft schon vor unserer Zeitrechnung.
Andere Bereiche der Aquakultur wie beispielsweise die Garnelenzucht basieren ebenfalls auf der Teichwirtschaft.

## Andere Anwendungsgebiete
Eine Methode der Abwasserreinigung besteht darin, verunreinigtes Wasser durch eine Reihe von Étangs oder Lagunen zu führen, in denen sich die Verunreinigungen absetzen können.

## Teichwirtschaft in der Bresse

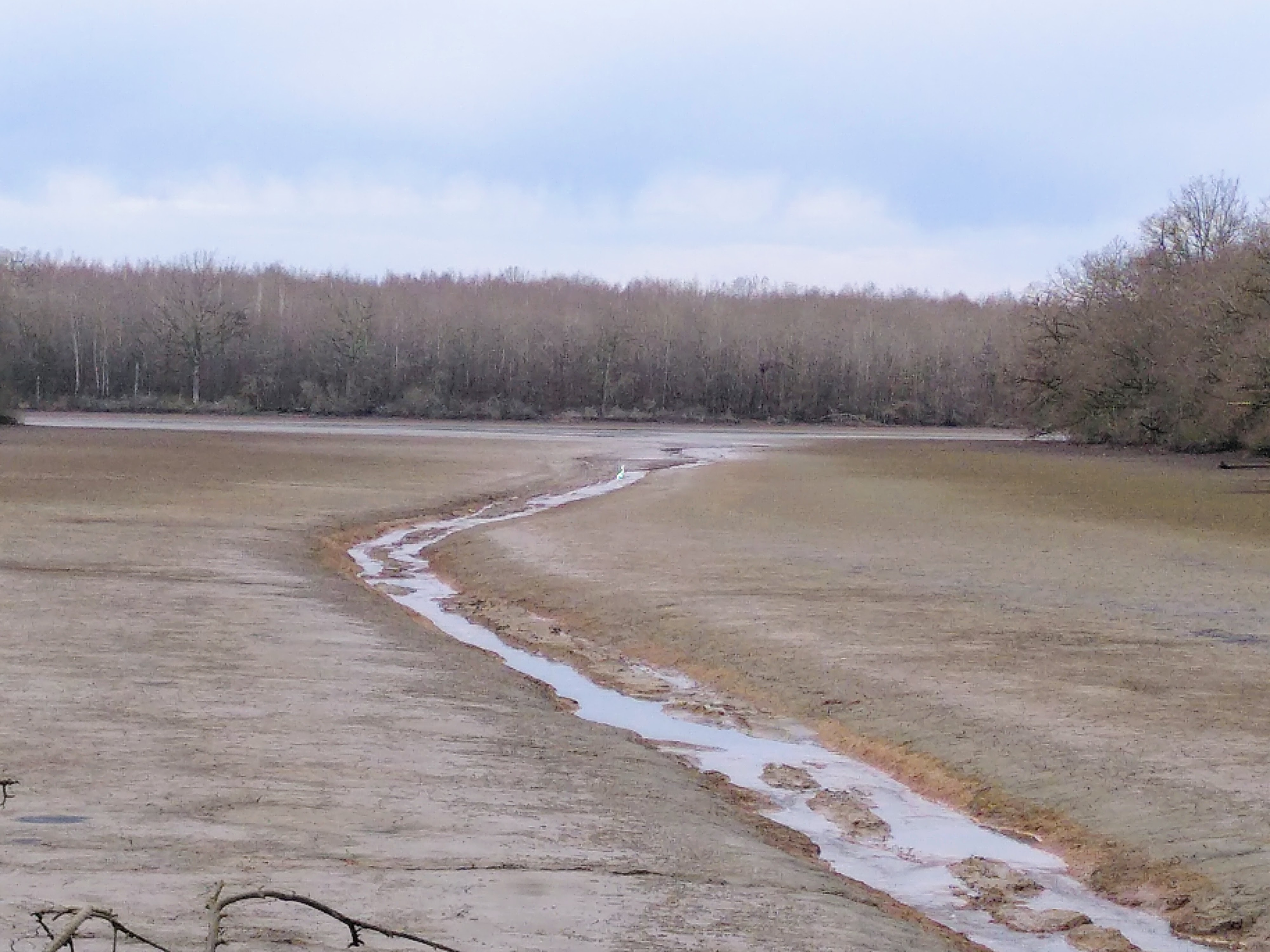
Etang – Zentraler Graben zum Ausfischen

Das Gebiet der Bresse wird von rund 2.500 Stillgewässern überzogen, die praktisch ausnahmslos im Mittelalter unter der Leitung von Klöstern und Adligen entstanden. Schon früh entstand ein ausführliches Regelwerk für die Bewirtschaftung der Étangs.
Durch die Gesellschaftsstruktur in der Bresse, die geprägt war von klerikalen und adligen Herrschaften, entwickelte sich eine besondere Form der Dreifelderwirtschaft. Die Bauern waren in der Regel Eigenleute, die für ihre Lehen einen Zehnten entrichten mussten. Nun bestanden bei den Lehensherren verschiedene Bedürfnisse, nebst der Versorgung mit Brotgetreide. Die adligen Lehensherren hatten Bedarf an Hafer, da nur sie Pferde besaßen. Ihre Lehensnehmer, die Bauern, verrichteten die Feldarbeit höchstens mit Kuh- oder Ochsengespannen. Die klerikalen Lehensherren hingegen, wie Klöster, Bischöfe, hatten einen großen Bedarf an Fischen, um die rund 200 Fastentage überbrücken zu können. Auf die strenge Fastenregel ist im Übrigen auch die Ausrottung der Biber zurückzuführen, indem diese als Wassertiere auch an Fastentagen verspeist werden durften.
Die Bauern der Bresse gingen dazu über, die Étangs in ihren Produktionsrhythmus einzubauen. Früh im ersten Jahr setzten sie Fisch im Étang ein, die das ganze Jahr und das folgende darin blieben und heranwuchsen. In der Adventszeit bis zum Ende der Fastenzeit des dritten Jahres wurde der Étang ausgefischt und anschließend geleert. Im Frühjahr wurde im Étang Hafer angesät, der im Sommer geerntet werden konnte. Anschließend wurde der Étang wieder gefüllt und der Rhythmus begann von neuem.
Das Ausfischen geschah folgendermaßen: In der Mitte des Étangs wurde schon bei der Erstellung mindestens ein Graben gezogen, der in einer größeren Vertiefung beim Ausfluss endete. Wurde nun das Wasser abgelassen, blieb den Fischen kein anderer Weg, als sich in den Längsgraben zu retten, von wo sie ausgeschöpft werden konnten.
Durch diese Art der Bewirtschaftung erreichten die Bauern alle drei Jahre einen zusätzlichen Ertrag von Fisch im Frühjahr und Hafer im Sommer, mit dem entweder der Zehnten entrichtet werden konnte, oder die einen zusätzlichen Verkaufserlös einbrachten.

## Verwandte Begriffe
- Weiher
- Teich
- Tümpel

### Bibliographie
- L. Touchart: Définition de l'étang : le point de vue de la géographie limnologique. In: Studia Universalis Babes-Bolyai Geographia. LI(1), Cluj-Napoca 2006, S. 117–132.